# 퇴적암

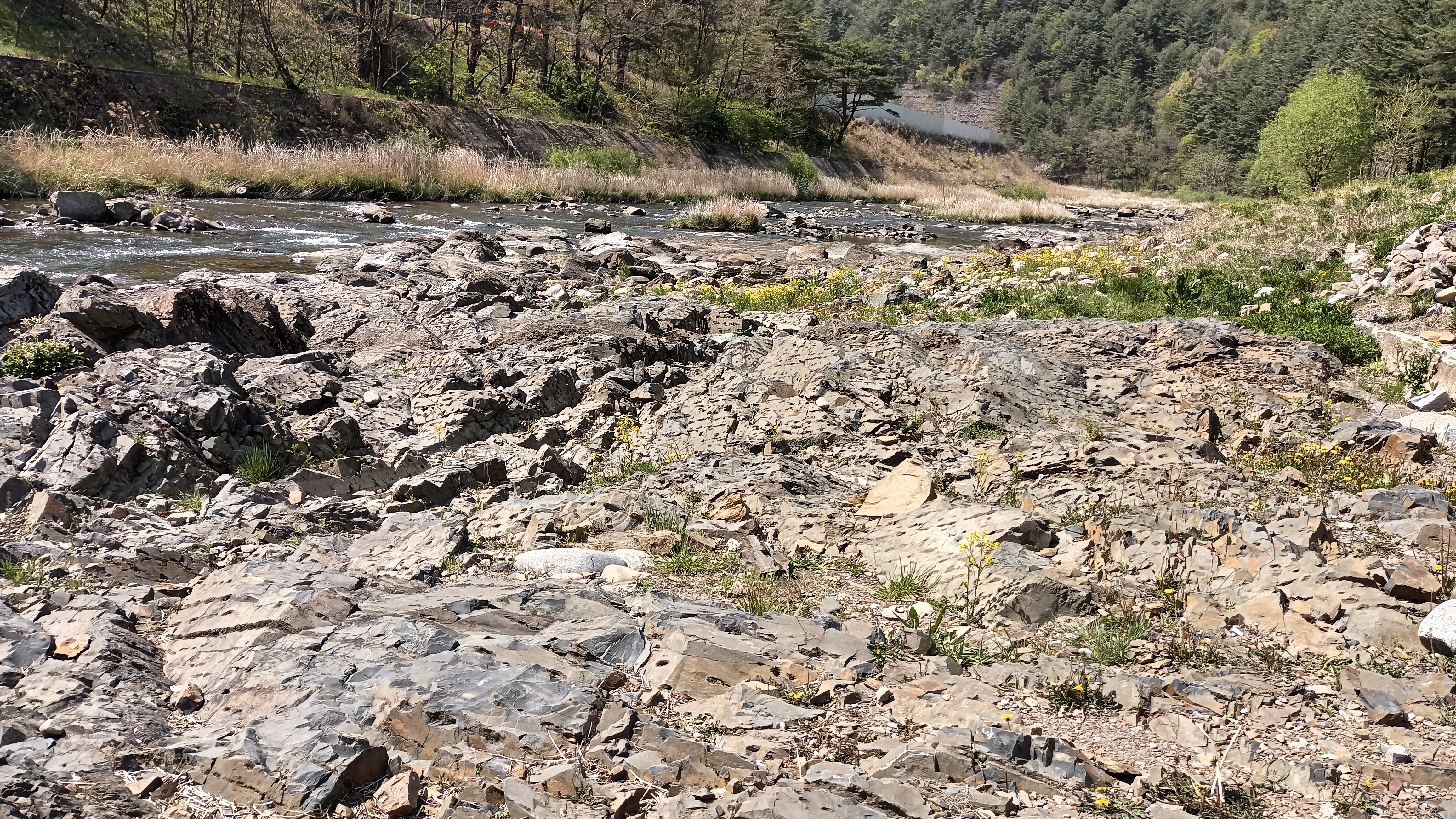
고생대 조선 누층군 직운산층의 모습.

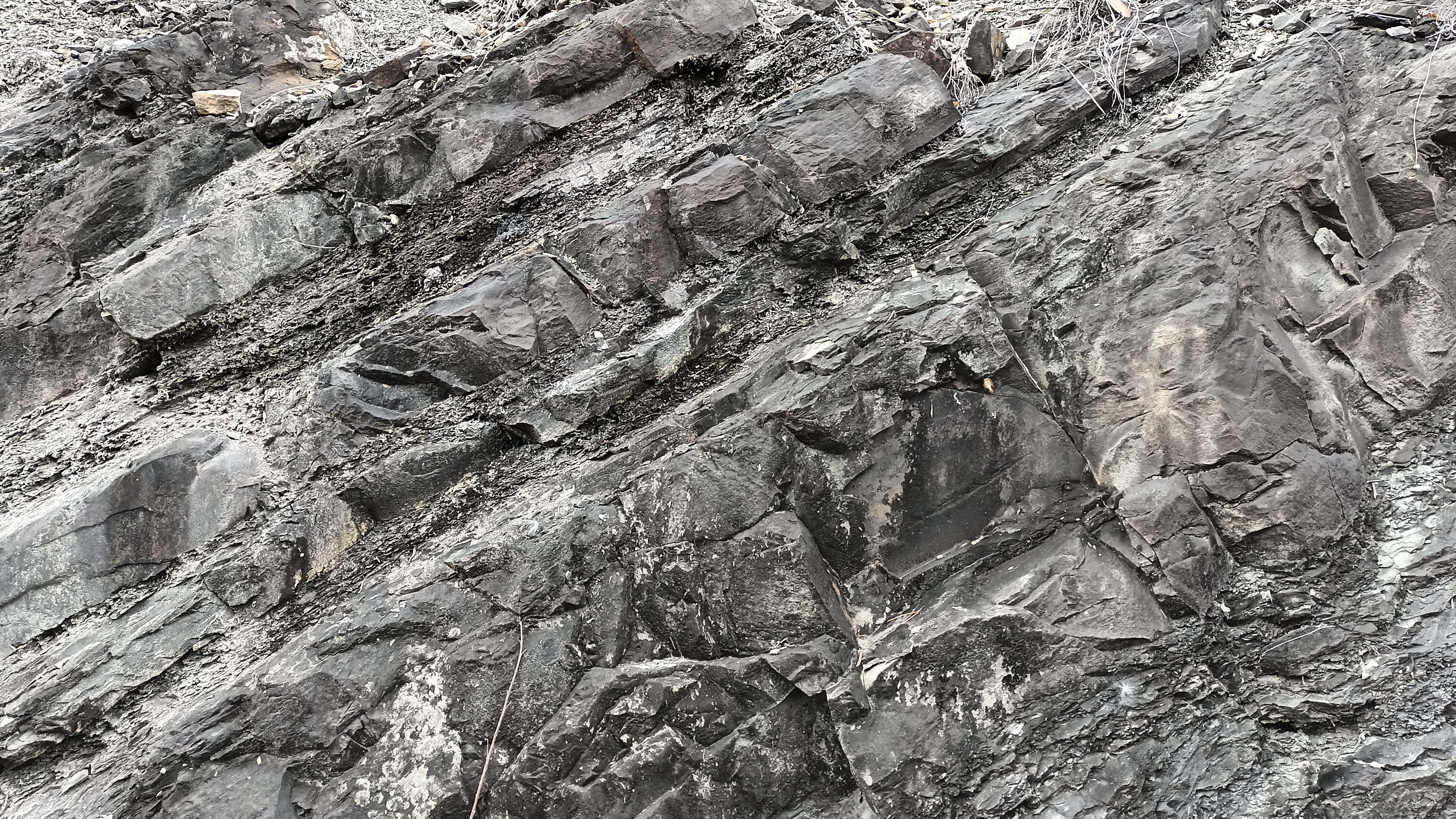
중생대 경상 누층군 진주층의 모습. 사암과 셰일이 교호한다.

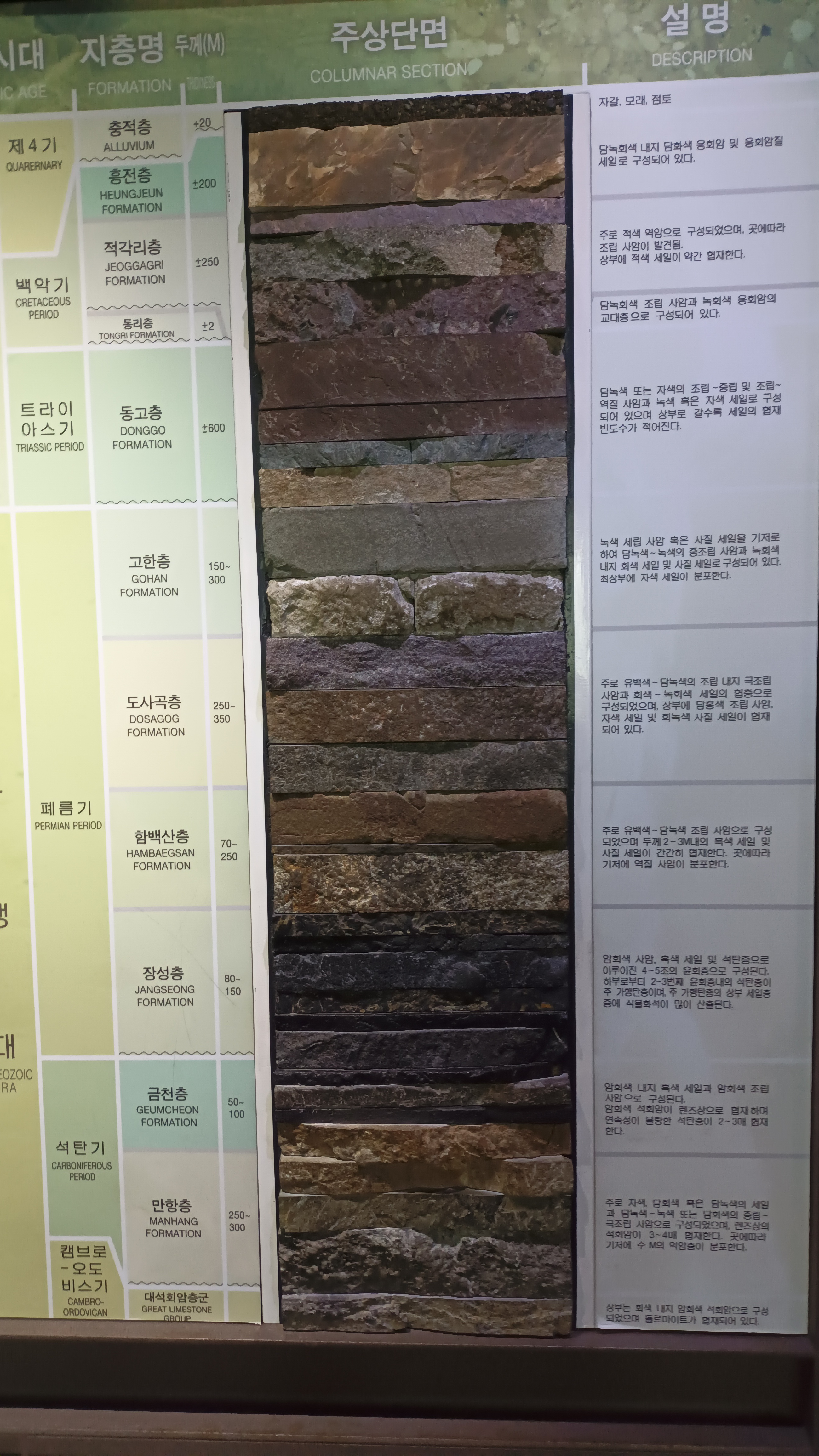
삼척탄전 지역 평안 누층군의 층서

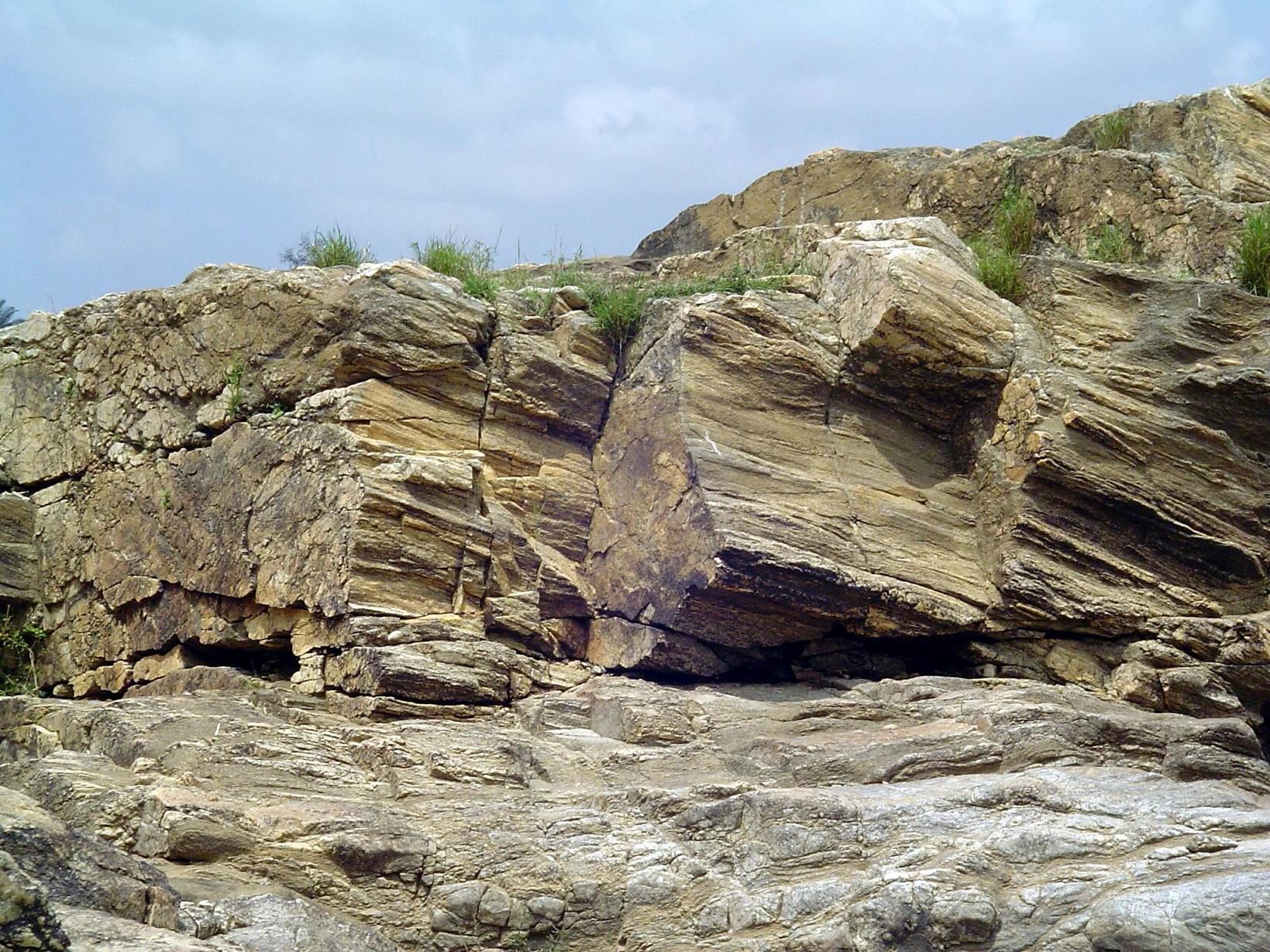
인도 카르나타카의 퇴적암 형성

퇴적암(堆積岩, 문화어: 쌓인바위, Sedimentary Rock)은 퇴적물들이 속성작용을 받아 고화(固化)한 암석을 말한다. 퇴적물에는 다른 곳에서 이동되어 온 광물이나 생물에 의하여 만들어진 물질들이 포함된다. 퇴적이란 뜻은 ‘가라앉아 쌓인다‘는 뜻이다. 퇴적 과정은 지표면 상에서 위치에너지가 극소가 되는 지역에서 일어난다. 퇴적암은 지구 표면의 75.4~80.6%를 덮고 있다. 지표에서 발견되는 퇴적암은 크게 퇴적 과정에 따라 쇄설성 퇴적암, 생물학적 퇴적암, 화학적 퇴적암으로 나눌 수 있으나 실제로는 퇴적되는 물질에 따라서 규산염질 퇴적암 또는 탄산염질 퇴적암으로 나누어 연구한다.

## 형성
퇴적암은 바람, 빙하, 중력, 유수에 의하여 쌓인 퇴적물이 위에서 누르는 힘(하중)에 의하여 형성된다. 퇴적물층이 깊이 쌓일수록 하중이 무거워지므로, 먼저 쌓인 아래의 퇴적물들은 층상으로 눌려지게 되고 (압축작용), 퇴적물 사이에 존재하던 공극수는 빠져나오게 된다. 퇴적물 알갱이 사이가 교결물(cement)에 의하여 결합되는 교결작용도 함께 일어난다. 속성작용은 퇴적물이 쌓이고 암석화 되는 과정 동안 받는 모든 형태의 화학적, 물리적, 생물학적 변화를 기술하는 용어로 압축작용과 교결작용을 포함한다.

## 쇄설성 퇴적암
쇄설성 퇴적암은 다른 암석이 풍화작용을 받아 부스러진 암석 알갱이들이 에너지(위치+운동)가 낮은 곳에 쌓여서 생긴 암석이다.
암석을 작은 알갱이로 부수는 작용을 풍화라고 하는데, 힘이 작용하는 규모에 따라 물리적 풍화와 화학적 풍화로 나눌 수 있다. 물리적 풍화는 화학적 성분의 변화 없이 암석이 부서지는 작용으로, 암석에 스며들어간 물의 동결융해작용과 열팽창과 수축의 반복이 주요한 원인이 된다. 화학적 풍화는 암석이 화학반응을 통해 성분이 바뀌면서 삭고 닳아가는 것이다. 화학적 풍화에서도 물은 중요하게 작용하는 물질이다. 화성암이나 변성암을 이루는 광물들은 화학적 풍화를 통해서 점토광물이나 수용성 이온으로 분해된다.
풍화의 결과로 암석은 작은 알갱이들은 크기에 따라 점토, 실트, 모래, 자갈 등으로 구분할 수 있다. 이들은 운반제(agent, 運搬劑; 유수, 빙하, 바람 등)를 통해 이동되어 고도가 낮거나 운반제의 운동에너지가 낮아지는 곳에 머무르고, 쌓이게 된다. 대표적인 장소로는 선상지, 삼각주, 범람원, 해저, 호수 등이 있으나, 운반제가 빙하일 경우에는 빙하의 한계지점에 틸을 이루어 쌓이기도 하고, 바람이 운반하는 경우에는 기후조건에 따라 적당한 곳에 쌓이기도 한다. 운반제에 따라서는 퇴적물을 알갱이의 크기에 따라 구분하는 작용도 하기 때문에 퇴적물의 분급을 제어한다.
쇄설성 퇴적암을 이루는 알갱이들은 풍화에 견디면서 먼 거리를 이동해 와야 하기 때문에 대체로 풍화에 강한 광물이 남아서 퇴적암을 만들게 된다. 따라서 쇄설성 퇴적암은 대부분 규산염질로 되어있다. 대부분은 석영과 점토광물이다. 석영은 지표환경에서 물리적, 화학적으로 가장 안정한 급의 광물이다. 때로는 장석이나 각섬석 등이 퇴적암에서 발견되기도 한다.
쇄설성 퇴적암을 분류하는 기준으로 사용되는 것은 알갱이의 크기, 성분, 교결물, 석기(matrix)이다. 알갱이의 크기에 따라서 크게 셰일, 사암, 역암로 나눌 수 있다. 셰일은 대부분 점토광물로 이루어져있고, 층리와 성분을 통해 세분한다. 사암은 성분에 따라 사암, 아코즈(석영+장석), 그레이와케(석영+장석+점토광물+암석조각; 저탁암) 등으로 나눌 수 있다. 역암은 알갱이가 둥근가 각져있는가에 따라서 역암과 각력암으로 구분한다. 알갱이 크기가 263mm보다 큰 역암은 같은 기준으로 볼더와 블록이라고 명명한다.

### 이암
| 암석 | 미국표준체 mesh | mm                              | 분류                          |
| ---- | --------------- | ------------------------------- | ----------------------------- |
| 역암 | -               | 4096 1024 256                   | 거력 (巨礫, Boulder)          |
| 역암 | -               | 64                              | 왕자갈 (Cobble)               |
| 역암 | 5               | 16 4                            | 자갈 (Pebble)                 |
| 역암 | 6 7 8 10        | 3.36 2.83 2.38 2.00             | 알갱이 (Granule)              |
| 사암 | 12 14 16 18     | 1.68 1.41 1.19 1.00             | 극조립사암 (Very Coarse Sand) |
| 사암 | 20 25 30 35     | 0.84 0.71 0.59 0.50 (1/2)       | 조립사암 (Very)               |
| 사암 | 40 45 50 60     | 0.42 0.35 0.30 0.25 (1/4)       | 중립사암 (Medium)             |
| 사암 | 70 80 100 120   | 0.210 0.177 0.149 0.125 (1/8)   | 세립사암 (Fine Sand)          |
| 사암 | 140 170 200 230 | 0.105 0.088 0.074 0.0625 (1/16) | 극세립사암 (Very Fine Sand)   |
| 머드 | 270 325         | 0.053 0.044 0.037 0.031 (1/32)  | 조립실트 (Coarse Silt)        |
| 머드 | -               | 0.0156 (1/64)                   | 중립실트 (Medium Silt)        |
| 머드 | -               | 0.0078 (1/128)                  | 세립실트 (Fine Silt)          |
| 머드 | -               | 0.0039 (1/256)                  | 극세립실트 (Very Fine Silt)   |
| 머드 | -               | 0.0020 이하                     | 점토 (Clay)                   |

## 생물·화학적 퇴적암
생물학적 퇴적암 또는 화학적 퇴적암은 특정 화학물질의 침전이라는 점에서 공통점을 찾을 수 있다. 단 그 과정이 주로 생물에 의하여 일어나는가 또는 무기적인 과정인가에 따라서 양자가 구분된다.
생물에 의해서 만들어지는 가장 흔한 광물은 탄산염광물이다. 바다 속에서 탄산칼슘을 고정시키는 생물들에는 산호, 연체동물, 유공충 등이 있다. 산호는 군집생활을 하면서 리프라고 불리는 큰 구조물을 만들고 연체동물이나 유공충의 사체는 해저에 쌓여서 방해석(일부 생물은 아라고나이트)의 층을 만드는데, 이것이 열과 압력을 받으면 석회암이 된다. 다른 예로는 스트로마톨라이트가 있는데, 이들은 백악(초크), 석탄, 오일셰일 안에 플린트의 노듈(nodule; 단괴)을 만든다. 일부 생물들은 규산염질 껍질을 만드는데, 이들의 사체가 깊은 바다에 침전된 후 암석화 되면 처트라고 불리는 미정질 퇴적암이 된다.
과포화된 물질이 침전되어 생기는 암석을 화학적 퇴적암이라고 한다. 해양환경에서는 탄산칼슘이 침전되므로 석회석이 무기적 과정으로 생성될 수 있다. 증발이 강하게 일어나는 고립된 호수에서는 암염이나 칼리암염 같은 할로겐 광물, 석고나 중정석같은 황산염 광물 등의 물질들이 침전되어 암석화되는 경우가 있다. 이런 경우는 특별히 생물의 작용에 의하지 않으므로 화학적 퇴적암으로 분류할 수 있다. 증발에 의하여 생긴 퇴적암을 특별히 증발암으로 불리기도 한다.

## 퇴적암의 특징
다른 암석과 구분되는 퇴적암만의 특징으로는 층리와 화석이 있다.

### 층리
층리는 퇴적 환경과 퇴적 물질이 시간에 따라 변화하면서 생기는 수평 방향의 줄무늬이다. 층리들 간의 차이는 시간에 따라 환경이 변했고 그에 따라 퇴적되는 물질이나 퇴적되는 양태가 변화했음을 의미한다. 상부에 있는 퇴적암은 하부에 있는 퇴적암층보다 새로운 암석이다. 연속한 두 층이 중단 없이 쌓인 경우 두 층의 관계는 정합이라고 한다. 한편 퇴적이 중단되었다가 재개되었다면, 그 사이에는 긴 시간적 단절이 있고, 두 층의 관계는 부정합이라고 한다. 부정합면은 층리에 평행할 수도(예: 조선 누층군과 평안 누층군), 경사졌을 수도(예시: 경상 누층군 하양층군과 유천층군) 있다.

### 화석
화석은 과거의 생물의 유해나 생물 활동의 흔적이 암석 안에 보존되어 있는 것이다. 화석이 보존되기 위해서는 생물이 퇴적물 사이에 들어간 뒤에 퇴적암이 겪는 온도·압력 조건의 변화가 화석을 파괴하지 않을 만한 범위에 있어야 한다.

### 퇴적구조
퇴적암은 퇴적되는 당시의 환경이 기록된 퇴적구조라는 특별한 형태가 발견되는 경우가 있다. 유수나 바람에 의해 퇴적될 때 유체의 방향에 따라 생기는 사층리, 얕은 물 아래에서 물결 무늬가 보존되어 있는 연흔, 건조한 시기에 표면이 갈라진 적이 있음을 보여주는 건열 등이 중요하게 취급되는 퇴적 구조들이지만 이 외에도 많은 퇴적구조가 퇴적 당시의 상황을 대변해 준다.

## 대한민국의 퇴적암 지층
대한민국의 퇴적암 지층으로 조선 누층군(장산층, 면산층, 묘봉층, 풍촌 석회암층, 세송층, 화절층, 동점층, 두무골층, 막골층, 직운산층, 두위봉층), 평안 누층군(만항층, 요봉층, 금천층, 장성층, 함백산층, 도사곡층, 고한층, 동고층), 옥천 누층군, 경상 누층군(낙동층, 하산동층, 진주층, 대구층, 반야월층, 자인층, 진동층, 고성층), 포항 분지의 연일층군 등이 있다. 그 외에 음성 분지, 풍암 분지, 영동 분지, 와읍 분지 등 소규모 퇴적분지에 퇴적암 지층이 분포하고 있다.

## 같이 보기
- 화성암
- 변성암
- 조선 누층군
- 평안 누층군
- 옥천 누층군
- 경상 누층군
- 포항 분지